# Le Perréon
Le Perréon är en kommun i departementet Rhône i regionen Auvergne-Rhône-Alpes i östra Frankrike. Kommunen ligger i kantonen Gleizé som tillhör arrondissementet Villefranche-sur-Saône. År 2022 hade Le Perréon 1 496 invånare.

## Befolkningsutveckling
Antalet invånare i kommunen Le Perréon
| Referens: INSEE |